# Triaenodes insularis
Triaenodes insularis är en nattsländeart som beskrevs av Navás 1936. Triaenodes insularis ingår i släktet Triaenodes och familjen långhornssländor. Inga underarter finns listade i Catalogue of Life.